# Cot Paya (Baitussalam)
Cot Paya is een bestuurslaag in het regentschap Aceh Besar van de provincie Atjeh, Indonesië. Cot Paya telt 608 inwoners (volkstelling 2010).